# 3763 Qianxuesen
3763 Qianxuesen је астероид главног астероидног појаса чија средња удаљеност од Сунца износи 2,252 астрономских јединица (АЈ).
Апсолутна магнитуда астероида је 12,5.